# Sauber C37
Sauber C37 je bolid švicarske momčadi Alfa Romeo Sauber F1 Team u Formuli 1.

## Dizajn bolida

### Motor
- Naziv: Ferrari 063
- Proizvođač: Ferrari
- Težina: 145 kilograma
- Zapremnina: 1,6 litara
- Broj cilindara: 6
- Broj ventila: 24
- V kut: 90°
- Maksimalni broj obrtaja u minuti: 15.000
- Maksimalni protok goriva: 100kg/h
- Elementi motora: Motor s unutarnjim izgaranjem, turbopunjač, MGU-K, MGU-H, spremnik energije i kontrolna jedinica.

### Mjenjač i gume
Momčad je koristila OZ Racing 13 felge i Pirellijeve gume (Pirelli P Zero - Pirelli Cinturato), te vlastito izrađeni McLaren poluautomatski mjenjač s 8 brzina i jednom brzinom unatrag.

## Sezona 2018.

### Rezultati
| Vozač           | Grid / Utrka | AUS  | BAH | KIN | AZE | ŠPA | MON | KAN | FRA | AUT | VBR | NJE | MAĐ | BEL | ITA | SIN | RUS | JAP | SAD | MEK | BRA | ABU |
| --------------- | ------------ | ---- | --- | --- | --- | --- | --- | --- | --- | --- | --- | --- | --- | --- | --- | --- | --- | --- | --- | --- | --- | --- |
| Marcus Ericsson | Startni grid | 17.  | 17. | 20. | 18. |     |     |     |     |     |     |     |     |     |     |     |     |     |     |     |     |     |
| Marcus Ericsson | Utrka        | Odu. | 9.  | 16. | 11. |     |     |     |     |     |     |     |     |     |     |     |     |     |     |     |     |     |
| Charles Leclerc | Startni grid | 18.  | 19. | 19. | 13. |     |     |     |     |     |     |     |     |     |     |     |     |     |     |     |     |     |
| Charles Leclerc | Utrka        | 13.  | 12. | 19. | 6.  |     |     |     |     |     |     |     |     |     |     |     |     |     |     |     |     |     |

### Plasman
| Poz. | Vozač           | Bodovi |
| ---- | --------------- | ------ |
| 13.  | Charles Leclerc | 8      |
| 16.  | Marcus Ericsson | 2      |
| Poz. | Konstruktor     | Bodovi |
| 9.   | Sauber-Ferrari  | 10     |